# Třída BPS-500
Třída BPS-500 je třída raketových člunů (některé prameny ji řadí mezi korvety) vietnamského lidového námořnictva. Konstrukce vznikla s ruskou pomocí na základě sovětských korvet třídy Tarantul. Jedinou známou postavenou jednotkou této třídy je plavidlo HQ-381.

## Stavba
Plavidlo s ruskou pomocí postavila vietnamská loděnice Ba Son Corporation v Ho Či Minově Městě. Dokončeno bylo v roce 1997. Některé prameny hovoří o stavbě druhé jednotky této třídy, známa je však pouze loď HQ-381.

## Konstrukce

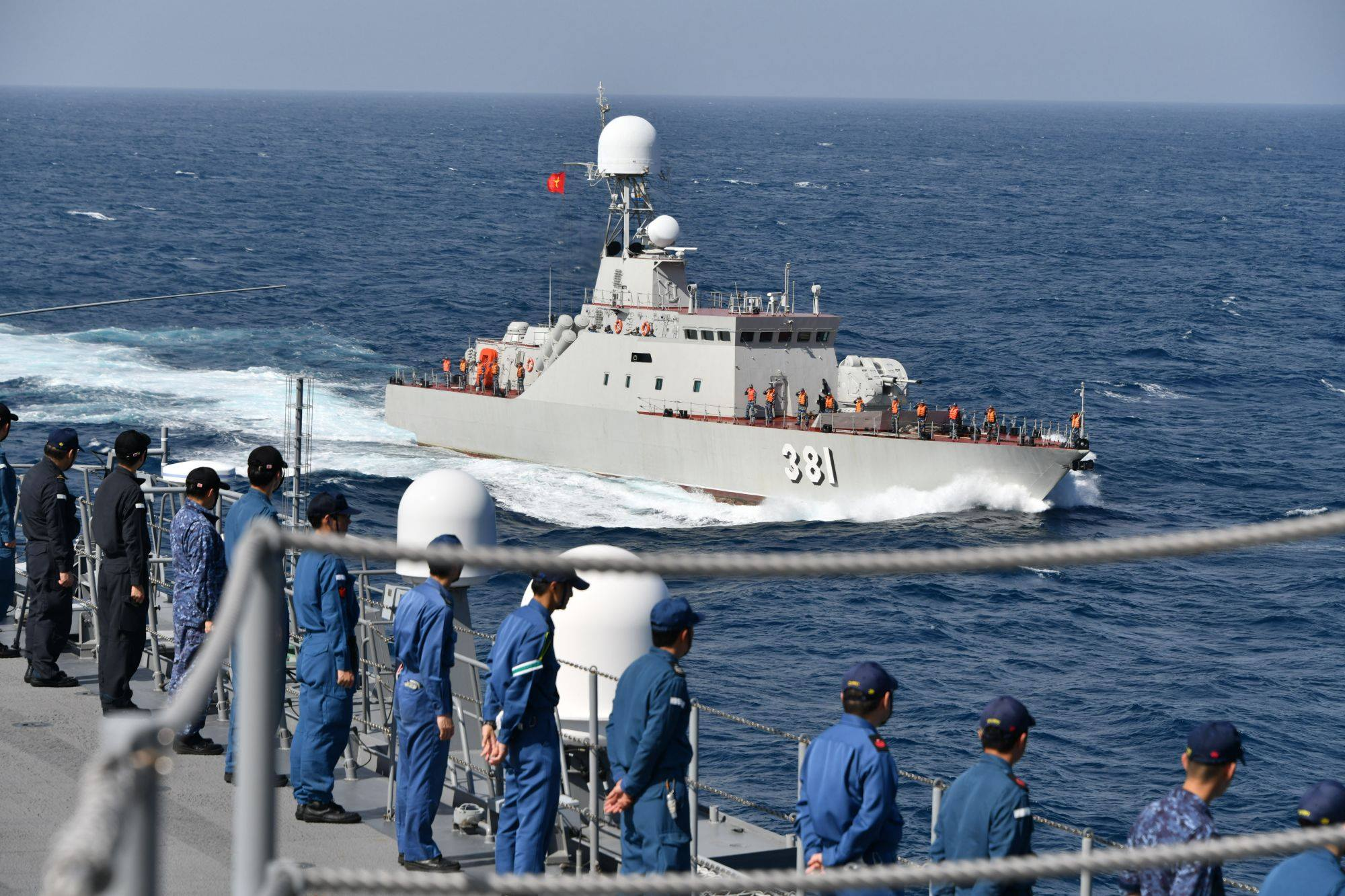
Raketový člun HQ-381

Plavidlo je vyzbrojeno jedním 76,2mm kanónem AK-176, jedním 30mm kanónovým kompletem AK-630 a dvěma 12,7mm kulomety. Údernou výzbrojí je osm protilodních střel Ch-35 Uran. Pohonný systém tvoří dva diesely MTU o celkovém výkonu 19 600 bhp, pohánějící dva lodní šrouby. Nejvyšší rychlost dosahuje 32 uzlů. Dosah je 2200 námořních mil při 14 uzlech.